# Skautský oddíl
Skautský oddíl je základní výchovnou jednotkou ve skautingu. Představuje skupinu obvykle 12–30 lidí, převážně dětí, kterou vede vůdce oddílu. Může být čistě chlapecký, čistě dívčí, ale i smíšený. Někdy bývají skautské oddíly rozděleny podle výchovných (věkových) kategorií. Oddíl se může dále dělit do družin (u vlčat do tzv. šestek). Podmínkou vykonávání pozice vůdce je složená vůdcovská zkouška („Výchovná jednotka má vedoucího s příslušnou kvalifikací pro vedení oddílu.“). Oddíly bývají organizovány ve střediscích.
V rámci diskuze ke strategii v Junáku – českém skautu, největší skautské asociaci v Česku, byl skautský oddíl definován takto:
- Skupina dětí je skautským oddílem, pokud naplňuje poslání Junáka definované Stanovami prostřednictvím tří skautských principů.
- K naplňování poslání se skautský oddíl snaží maximálně využívat skautskou výchovnou metodu. Ta je dostatečně obecná na to, aby každému oddílu umožnila osobitou realizaci poslání i různorodost programu. Oddílům, které nedokáží aplikovat skautskou výchovnou metodu v celé její šíři, umí Junák účinně pomoci.
- Skautský oddíl musí dále splňovat podmínky dané vnitřními předpisy Junáka (počet členů, nároky na vůdce atd.).[2]